# Караоюк (приток Бар-Бургазы)
Караоюк — река в России, протекает по Республике Алтай. Устье реки находится в 39 км по левому берегу реки Бар-Бургазы. Длина реки составляет 12 км. Высота устья — 2473 м над уровнем моря.

## Данные водного реестра
По данным государственного водного реестра России относится к Верхнеобскому бассейновому округу, водохозяйственный участок реки — Катунь, речной подбассейн реки — Бия и Катунь. Речной бассейн реки — (Верхняя) Обь до впадения Иртыша.